# Вступ Словаччини до Європейського Союзу
Вступ Словаччини до Європейського Союзу (словац. Vstup Slovenska do Európskej únie) — процедура, яка дозволила Словацькій Республіці приєднатися до Європейського Союзу 1 травня 2004 року. Таким чином, Європейський Союз був розширений до 25 держав, Словаччина увійшла одночасно з 9 іншими державами.

## Передумови

Європейське економічне співтовариство і Чехословаччина.

У грудні 1990 р. Чехословаччина почала переговори з Європейськими Співтовариствами про укладення так званої Угоди про асоціацію (також Угоди про асоціацію або Євро-Угоди). Угода про асоціацію формувала основну правову основу відносин між Чехією та Європейськими Співтовариствами, але не означала права Чеської Республіки на вступ до ЄС (або до Європейських Співтовариств на той час). Однак це дозволило покращити політичний діалог, інституційну співпрацю та усунути торгові бар'єри (Європейський Союз зобов'язався знижувати свої тарифи та квоти швидше, ніж східні держави, щоб пом'якшити вплив на їхню економіку). У першій половині 1990-х років також були укладені угоди з іншими посткомуністичними країнами. Чехословаччина, Угорщина та Польща підписали угоди про асоціацію в 1991 році.
Після розпаду Чехословаччини в 1993 році ЄС призупинив процес вступу.

## Історія

### Подання заявки
27 червня 1995 року, Володимир Мечіар, тодішній прем'єр-міністр Словаччини, надіслав заявку на членство в Європейському Союзі Жаку Шираку, поки Франція головувала в Раді Європейського Союзу.
V mene vlády Slovenskej republiky mam česť Vám predložiť žiadosť Slovenskej republiky o členstvo v Európskej únii na základe ustanovení Článku "O" Zmluvy o Európskej únii, spolu s Memorandom vlády Slovenskej republiky k žiadosti o členstvo v Európskej únii.

Rád by som Vás informoval, že Slovenská republika je pripravemá vo vhodnom čase vstúpiť do rokovaní o začlenení do Európskej únie.— Оригінальна версія словацькою мовою

Версія, перекладена французькою:
Au nom du gouvernement de la République slovaque, j'ai l'honneur de vous soumettre la demande d'adhésion de la République slovaque à l'Union européenne sur la base des dispositions de l'article O du traité sur l'Union européenne, ainsi que le mémorandum du gouvernement de la République slovaque relatif à la demande d'adhésion à l'Union européenne.

Je vous informe que la République slovaque se tient prête à entamer le moment venu les négociations en vue de son admission dans l'Union européenne.
Версія, перекладена українською:
Від імені Уряду Словацької Республіки маю честь подати Вам заявку Словацької Республіки на членство в Європейському Союзі на основі положень статті O Договору про Європейський Союз, а також меморандуму уряду Словацької Республіки щодо заявки на членство в Європейському Союзі.

Повідомляю, що Словацька Республіка готова розпочати переговори щодо свого вступу до Європейського Союзу, коли настане час.

### Референдум
Вступу Словаччини до ЄС передував референдум 16-17 травня 2003 року, на якому 51,5 % населення проголосували 93,7 % за вступ.

## Наслідки приєднання
1 січня 2009 року Словаччина приєдналася до єврозони.